# Kipras Kažukolovas
Kipras Kažukolovas (Kuršėnai, 20 de noviembre de 2000) es un futbolista lituano que juega en la demarcación de defensa para el F. C. Astana de la Liga Premier de Kazajistán.

## Selección nacional
Tras jugar en las categorías inferiores de la selección, finalmente hizo su debut con la selección de fútbol de Lituania en un partido de clasificación para la Eurocopa 2024 contra Serbia que finalizó con un resultado de 2-0 tras los goles de Dušan Tadić y Dušan Vlahović.

## Clubes
| Club         | País       | Año       | Partidos | Goles |
| ------------ | ---------- | --------- | -------- | ----- |
| FK Žalgiris  | Lituania   | 2021-2024 | 60       | 4     |
| F. C. Astana | Kazajistán | 2024-     | 38       | 3     |

## Palmarés

### Títulos nacionales
| Título                        | Club           | País       | Año  |
| ----------------------------- | -------------- | ---------- | ---- |
| A Lyga                        | F. K. Žalgiris | Lituania   | 2021 |
| A Lyga                        | F. K. Žalgiris | Lituania   | 2022 |
| Copa de Lituania              | F. K. Žalgiris | Lituania   | 2022 |
| Supercopa de Lituania         | F. K. Žalgiris | Lituania   | 2023 |
| Copa de la Liga de Kazajistán | F. C. Astana   | Kazajistán | 2024 |